# Peter T. Daniels
Peter T. Daniels és un estudiós dels diferents tipus d'escriptura. Destacat per ser coeditor (amb William Bright) del llibre The World's Writing Systems (1996), i per encunyar els termes abjad (un "alfabet" sense caràcters vocàlics) i abugida (un sistema en part alfabètic, en part sil·làbic).